# Дзинуси, Пётр Тосио
Пётр Тосио Дзинуси (яп.  ペトロ地主敏夫 пэторо дзинуси тосио) (20 сентября 1930, Япония — 4 мая 2021) — католический прелат, епископ Саппоро с 3 октября 1987 года по 17 ноября 2009 год, апостольский администратор апостольской префектуры Карафуто с 26 марта 1989 года по 2000 год.

## Биография
20 марта 1960 года Пётр Тосио Дзинуси был рукоположён в священника.
3 октября 1987 года Римский папа Иоанн Павел II назначил Петра Тосио Дзинуси епископом Саппоро. 15 января 1987 года состоялось рукоположение Петра Тосио Дзинуси в епископа, которое совершил кардинал Пётр Сэйити Сираянаги в сослужении с епископом Саппоро Бенедиктом Такахико Томидзавой и епископом Нагои Алоизием Нобуо Сомой.
26 марта 1989 года был назначен апостольским администратором апостольской префектуры Карафуто (сегодня — Южно-Сахалинская апостольская префектура).
17 ноября 2009 года Пётр Тосио Дзикуси вышел в отставку.